# Universidad de Oporto
La Universidad de Oporto (Universidade do Porto, en portugués) es una institución de enseñanza superior pública con sede en la ciudad de Oporto, fundada el 22 de marzo de 1911 por decreto del Gobierno Provisional de la República, pero con orígenes que se remontan al siglo XVIII. La Universidad de Oporto es actualmente la mayor universidad portuguesa, en número de estudiantes, de facultades y de cursos. Se encuentra entre las 300 mejores universidades del mundo, según la Clasificación Académica de Universidades del Mundo.

## Historia

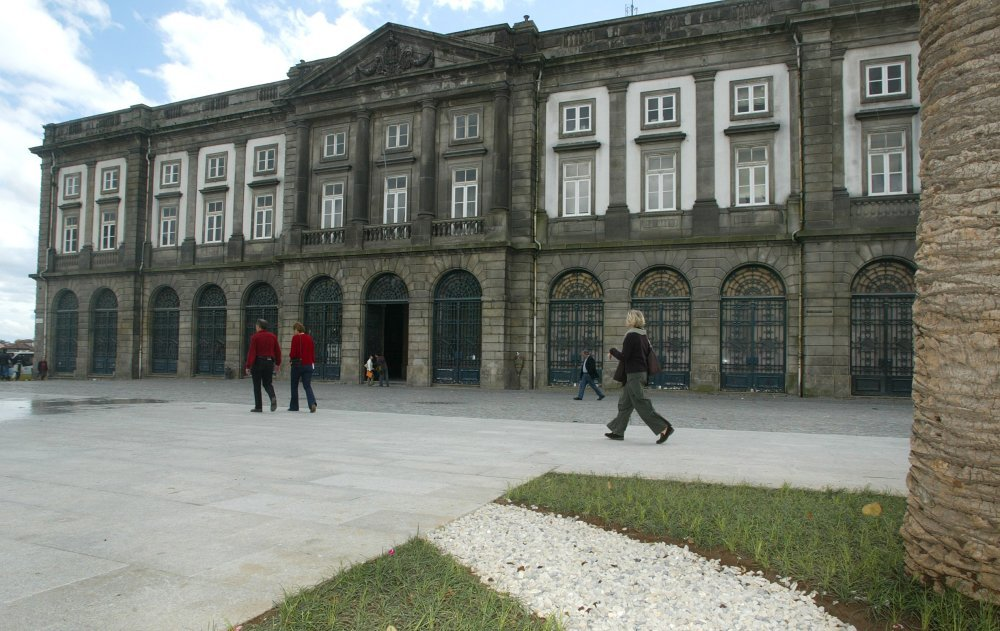
Edificio de la Academia Politécnica, donde funcionó la Facultad de Ciencias y ahora está instalada la Rectoría y varios museos.

La Universidad de Oporto fue fundada por decreto de 22 de marzo de 1911, de Gobierno Provisional de la República. Si bien es posible señalar como sus antecesoras más remotas al Aula de Náutica, establecida por José I de Portugal en 1762, y el Aula de Debuxo e Desenho, creada por Maria I de Portugal en 1779, la Universidad se asentará fundamentalmente sobre instituciones de enseñanza superior creadas en el siglo XIX: la Academia Politécnica y la Escuela Médico-Quirúrgica.
La Academia Politécnica tenía como fin principal la enseñanza de las ciencias industriales y formaba ingenieros de todas las clases, además de otras especialidades profesionales como oficiales de marina civil, pilotos, comerciantes, agricultores, directores de fábricas y artistas. Heredera de la Academia Real de la Marina y Comercio de Oporto, creada en 1803 por el Príncipe-Regente D. João (futuro João VI), surgió como resultado de la reforma de Passos Manuel, ministro del Reino en el gobierno salido de la revolución de septiembre. En el ámbito de esta reforma, el nombre de la Academia Real se cambia a Academia Politécnica en 1837, siendo mantenidas las anteriores disposiciones estatutarias. Aun así, el gobierno económico y literario de la Academia, hasta entonces en manos de la inspección de la Junta de Administración de la Companhia Geral da Agricultura das Vinhas do Alto Douro, se transfiere al Conselho dos Lentes. A pesar de las grandes dificultades financieras por la que pasó, la Academia Politécnica de Oporto conoció una época de apogeo de la ciencia, con científicos eminentes como Gomes Teixeira y Ferreira da Silva.
La Escuela Médico-Quirúrgica de Oporto también es resultado de la reforma de Passos Manuel: en 1836 sucede a la Real Escuela de Cirugía, una institución creada en 1825 por D. João VI y que funcionaba en relación con el Hospital da Misericórdia do Porto. En 1837, se establece un nuevo plan general de estudios, que, además de aumentar el número de plazas, las dividía en médicas y quirúrgicas. La Escuela Médico Quirúrgica tenía su sede en el Hospital de San Antonio, y tenía una Escuela de Farmacia anexa que impartía cursos teóricos y cursos prácticos.
La implantación de la República, el 5 de octubre de 1910, provocó importantes modificaciones en el campo de la enseñanza, principalmente la creación de dos universidades, la de Lisboa y la de Oporto. Por decreto de 19 de abril de 1911, la Universidad de Oporto quedó constituida con una Facultad de Ciencias Matemáticas, Físico-Químicas e Histórico-Naturaless, una Facultad de Medicina con una Escuela de Farmacia anexa e incluso una Facultad de Comercio que nunca se concretó. La Facultad de Ciencias incluía una Escuela de Ingeniería.
La Universidad de Oporto fue inaugurada el 16 de julio de 1911 y ese mismo día se eligió a su primer rector, el matemático Gomes Teixeira. A partir de entonces se confía a la universidad su propio gobierno económico y científico. También se reconoce la autonomía de la enseñanza. El gobierno de la Universidad pertenece a los cuerpos académicos: Senado, Asamblea General de los Profesores, Consejos de las Facultades y Escuelas, y a sus Delegados efectivos (Director y Rector).

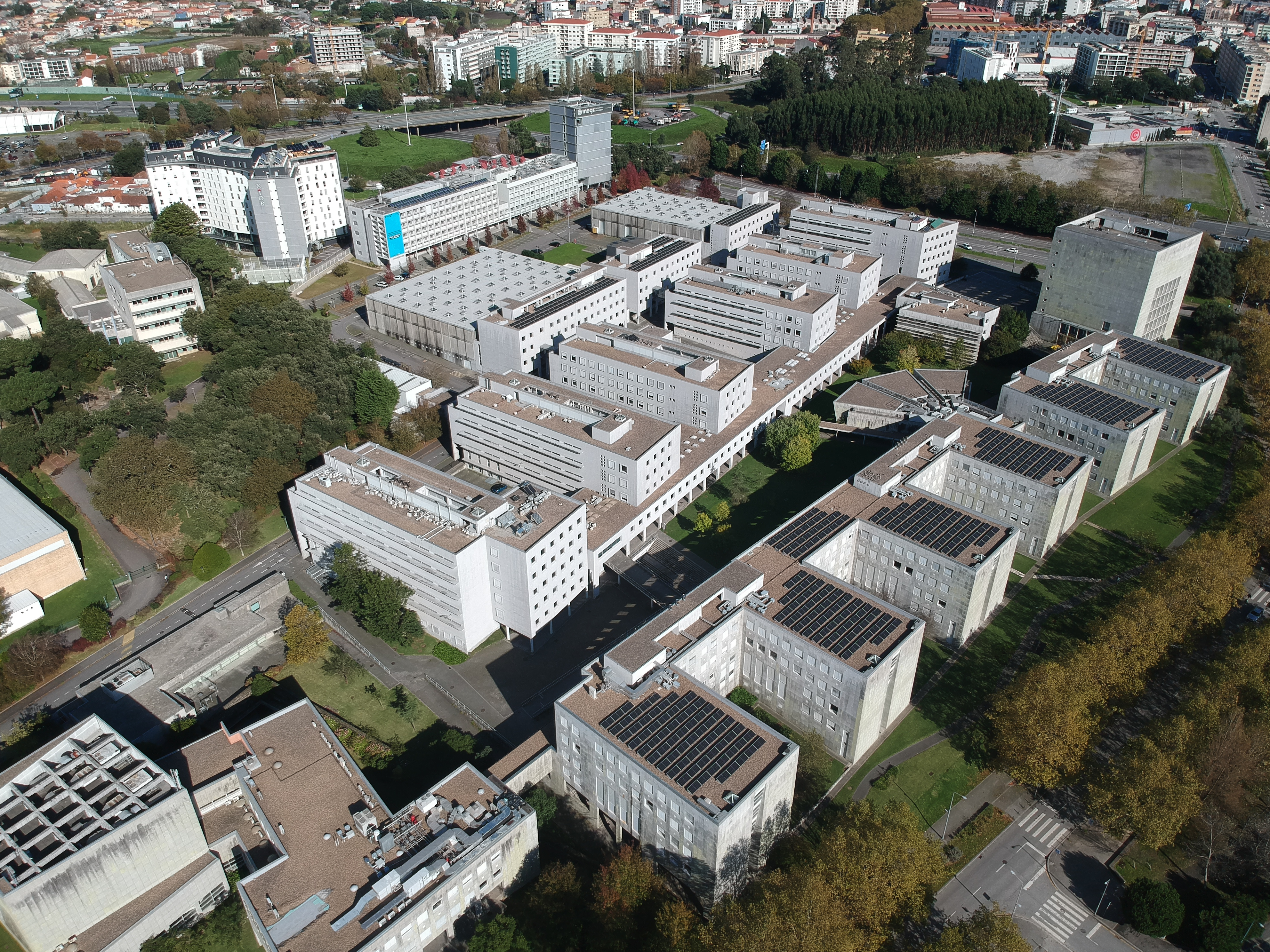
Facultad de Ingeniería de la Universidad de Oporto.

Con el tiempo, las escuelas anexas fueron adquiriendo autonomía. La Escuela de Ingeniería se transforma en Facultad Técnica en 1915 y asume la designación de Facultad de Ingeniería en 1926. La Escuela de Farmacia obtiene el estatuto de Facultad en 1921.
En 1919 fue creada en Oporto una Facultad de Letras por el ministro Leonardo Coimbra. Alegando razones financieras (que escondían motivos políticos), fue suprimida en 1928. Hasta 1961 no volverá a crearse en Oporto una Facultad de Letras. Entretanto, en 1953, surgirá una Facultad de Economía, teniendo como objetivo la enseñanza y la cultura de las ciencias económicas.
La Universidad de Oporto conoció una gran expansión con la revolución de abril de 1974. A las seis facultades existentes se unirán, como totalmente nuevas o como escuelas integradas, las siguientes: ICBAS - Instituto de Ciencias Biomédicas Abel Salazar (1975), Facultad de Ciencias del Deporte y de Educación Física (1975), Facultad de Psicología y de Ciencias de la Educación (1977), Facultad de Arquitectura (1979), Facultad de Medicina Dental (1989), Facultad de Ciencias de la Nutrición y de la Alimentación (1992), Facultad de Bellas Artes (1992) y Facultad de Derecho (1994). Hoy, la Universidad de Oporto cuenta con catorce facultades y una escuela de posgrado, la EGP-University of Porto Business School que sucedió a la Escola Superior de Gestão (ex-Instituto Superior de Estudios Empresariales - 1988).

## Ubicación

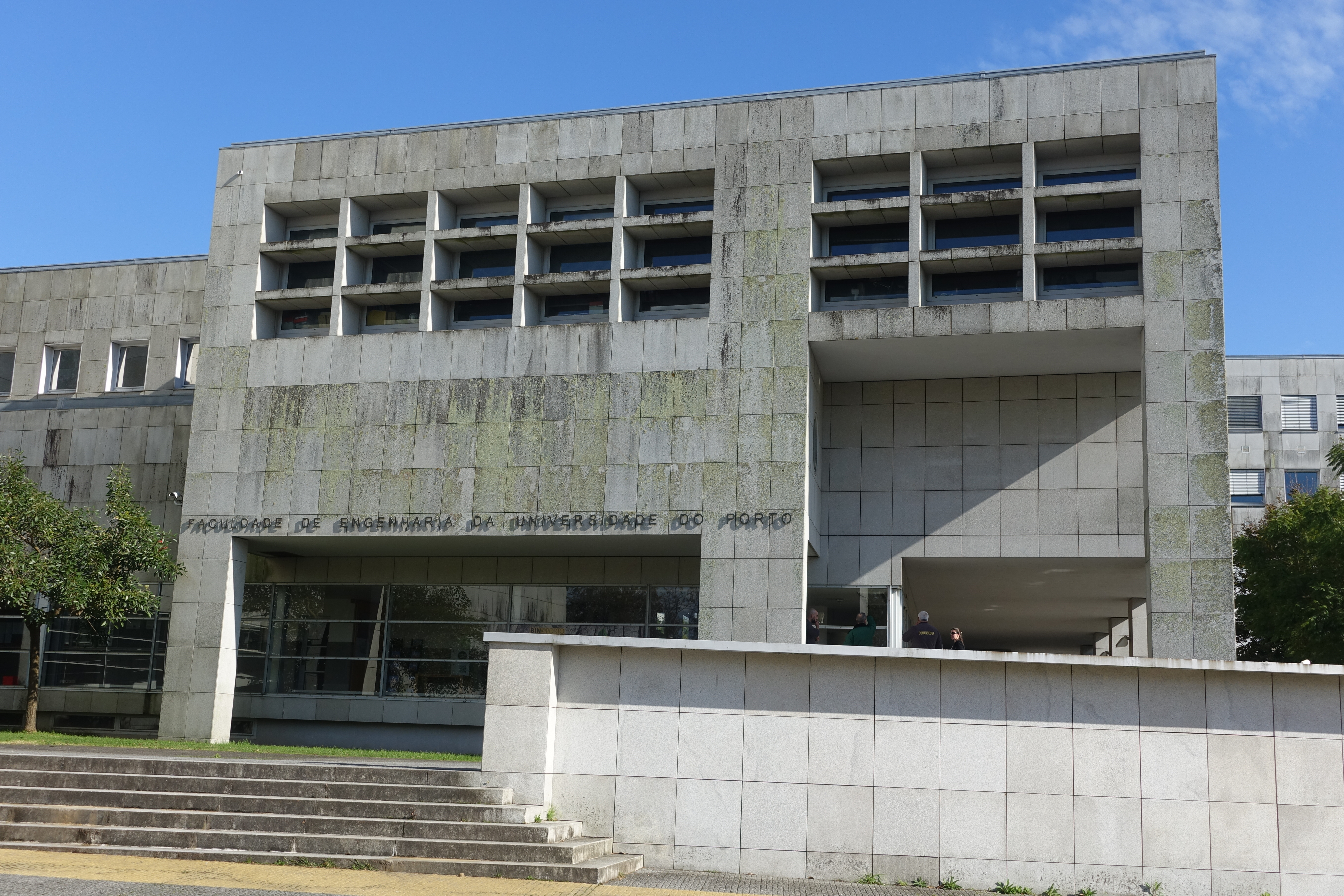
Edificio de la Facultad de Ingeniería, en el área de la Asprela.

Las 14 facultades de la universidad se reparten por toda la ciudad en tres áreas, donde se agrupan escuelas y otras infraestructuras. En el centro de la ciudad, zona original de la universidad, se localiza el Área 1; el Área 2 se sitúa en la zona de la Asprela, en el extremo norte del ayuntamiento de Oporto; el Área 3 se encuentra en la zona de Campo Alegre, no muy lejos del Área 1. Dispersos por la ciudad, o incluso en otros ayuntamientos, se localizan otros institutos y centros universitarios.

## Enseñanza
La Universidad de Oporto posee actualmente catorce facultades, una Escuela de Negocios y más de 70 unidades de investigación científica que atienden a cerca de 28.000 estudiantes, 2.300 docentes e investigadores y 1.700 funcionarios no docentes.
Con una oferta de cerca de 475 diferentes programas de formación – entre licenciaturas, programas de posgrado, maestrías, doctorados, cursos de formación continua y de formación profesional – la universidad propone soluciones de formación superior en todas las grandes áreas del conocimiento. A este nivel, la Universidad de Oporto ya ha adecuado la mayoría de sus cursos de licenciatura, maestría y doctorado al modelo implementado a partir de la Declaración de Bolonia (en un total de 172 nuevos ciclos ya aprobados). La organización de los planes de estudios obedece al modelo de tres ciclos, que conducen al grado de licenciado, de maestro y de doctor. En algunas áreas posee también el ciclo de estudios integrado conducentes al grado de maestro (maestría integrada), a cuyos estudiantes se confiere el grado de licenciado cuando concluyen los 180 créditos correspondientes a los primeros seis semestres del plan curricular.

## Investigación

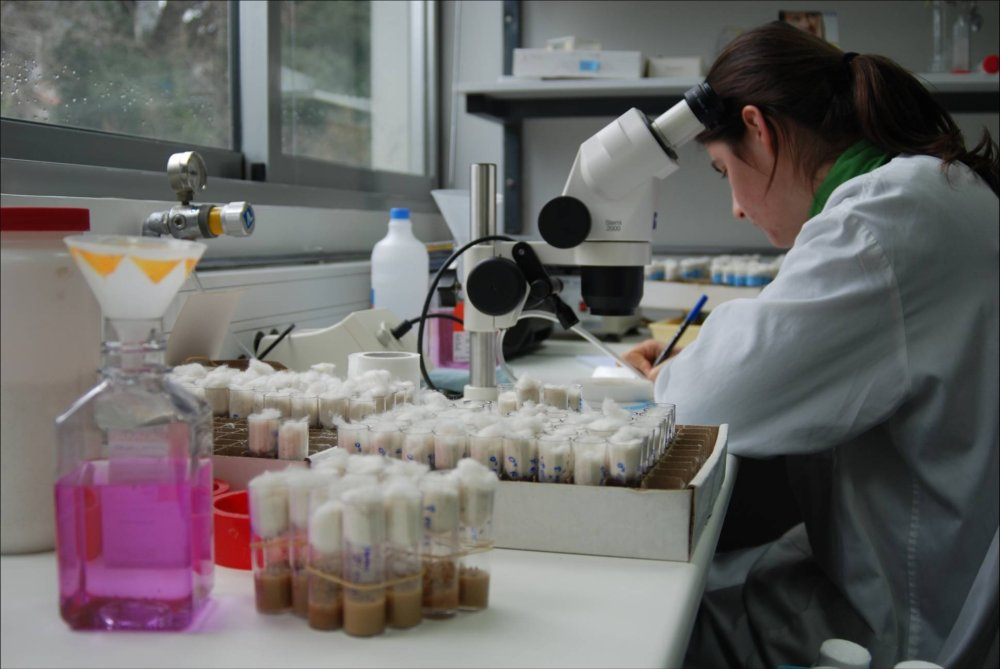
Los laboratorios de la Universidad de Oporto suscriben más de un quinto de los artículos científicos portugueses.

Esta universidad es igualmente reconocida, a nivel internacional, por la investigación científica que produce. Sus laboratorios suscriben más de un quinto de los artículos científicos portugueses. Un hecho que en 2007, fue reconocido con la presencia de esta universidad en varios de los principales rankings internacionales de instituciones de enseñanza superior. Se destacan en ese sentido la presencia en el 11º puesto del Ranking Iberoamericano de Instituciones de Investigación, la cita entre las 500 mejores universidades del mundo según el Academic Ranking of World Universities, así como la distinción como única representante portuguesa en el "top 500" de las universidades con los mejores índices de producción científica del planeta, de acuerdo con el Performance Ranking of Scientific Papers for World Universities.
Entre los laboratorios relacionados con la universidad, pueden citarse, a título de ejemplo, el IBMC (Instituto de Biología Molecular y Celular), el IPATIMUP (Instituto de Patología e Inmunología Molecular), el CIBIO (Centro de Investigación en Biodiversidad y Recursos Genéticos), el CIIMAR (Centro Interdisciplinar de Investigación Marina y Ambiental) y el CAUP (Centro de Astrofísica). Es de destacar la estrecha relación de la universidad con el tejido empresarial e industrial, así como con los dos hospitales centrales de Oporto (Hospital de Santo António y Hospital de São João).

## Cooperación Internacional

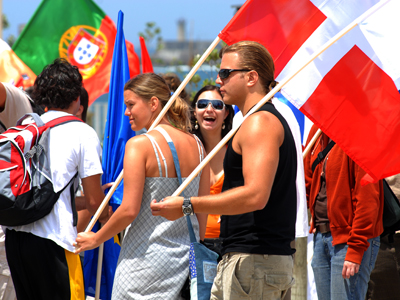
Estudiantes Erasmus de la Universidad de Oporto.

La Universidad de Oporto tiene protocolos de cooperación con más de 500 universidades extranjeras, que permiten a estudiantes provenientes de cualquier parte del mundo realizar un período de estudios en ella. Actualmente, estudian en la universidad cerca de 1.913 estudiantes extranjeros (7% del total), 921 de ellos al amparo de programas de movilidad. Entre estos, la mayoría sigue cursos de primer ciclo / licenciaturas (465), 259 siguen cursos de 2º ciclo / maestría y 177 están en cursos de tercer ciclo / doctorados. En una "comunidad" extranjera donde están representadas 61 nacionalidades, se encuentran incluso 59 investigadores post-doc.
Las solicitudes para la realización de un período de estudos no superior a un año académico y no conducente a grado en la Universidad de Oporto debe ser presentado en el Servicio de Relaciones Internacionales (sri@reit.up.pt), excepto en el caso de candidatos provenientes de los Países de Lengua Portuguesa y de América Latina, que tienen a su disposición un Servicio de Cooperación con los Países Lusófonos y Latino-Americanos (cplla@reit.up.pt).
Las solicitudes para un período de movilidad estudantil en la Universidad de Oporto deben hacerse antes del 15 de junio (para solicitudes para el primer semestre o para el año lectivo completo siguiente) o antes del 30 de noviembre (para solicitudes para el segundo semestre).

## Lista de Rectores
- Francisco Gomes Teixeira (1911 - 1917)
- Cândido Augusto Correia de Pinho (1918 - 1919)
- Augusto Pereira Nobre (1919 - 1926)
- José Alfredo Mendes de Magalhães (1926 - 1928)
- Alexandre Alberto de Sousa Pinto (1929 - 1931)
- Alberto Eduardo Plácido (1931 - 1932)
- José Pereira Salgado (1935 - 1943)
- António José Adriano Rodrigues (1943 - 1946)
- Amândio Joaquim Tavares (1946 - 1961)
- Manuel Corrêa de Barros Júnior (1961 - 1969)
- António de Sousa Pereira (1969 - 1974)
- Ruy Luís Gomes (1974 - 1975)
- Manuel da Silva Pinto (1976 - 1978)
- Armando de Araújo Martins Campos e Matos (1978 - 1981)
- Luís António de Oliveira Ramos (1982 - 1985)
- Alberto Manuel Sampaio e Castro Amaral (1985 - 1998)
- José Ângelo da Mota Novais Barbosa (1998 - 2006)
- José Carlos Diogo Marques dos Santos (2006 - 2014)
- Sebastião José Cabral Feyo de Azevedo (2014 - 2018)
- António Sousa Pereira (2018 - ...)

## Estudiantes y profesores famosos
- Abel Salazar, médico, histólogo, pintor y profesor
- Abi Feijó, cineasta
- Adelaide Estrada, doctora, científica y activista política[2]
- Adolfo Casais Monteiro, escritor, crítico literario y profesor
- Agostinho da Silva, filósofo, filólogo e profesor
- Alcino Soutinho, arquitecto y profesor
- Álvaro Siza Vieira, arquitecto y profesor
- António Carneiro, pintor y profesor
- António Pinho Vargas, músico y compositor
- Alexandre Quintanilha, biólogo y profesor
- António Elísio Capelo Pires Veloso, militar
- António Mendes Correia, antropólogo
- António Óscar de Fragoso Carmona, militar y político; Presidente de la República: 1928-1951
- António Soares dos Reis, escultor
- Armando de Castro, jurista, epistemólogo de las ciencias socialess, historiador y profesor
- Arnaldo Saraiva, crítico literario, ensayista, escritor y profesor.
- Augusto Nobre, biólogo, profesor y político
- Augusto Ernesto Santos Silva, sociólogo, profesor y político
- Aureliano Capelo Veloso, ingeniero químico, cooperativista y político; primer Presidente electo de la Cámara Municipal de Oporto; padre de Rui Veloso
- Belmiro de Azevedo, ingeniero químico e empresário
- Bento Carqueja, economista y profesor
- Carlos Resende, jugador y entrenador de balonmano
- Camilo Castelo Branco, escritor
- Daniel Serrão, médico, anatomista y profesor
- Delfim Santos, filósofo y pedagogo
- Edgar Cardoso, ingeniero civil y profesor
- Eduardo Souto Moura, arquitecto
- Elisa Ferreira, economista, profesora y política[3]
- Eurico Carrapatoso, músico, compositor y profesor
- Fernando Távora, arquitecto y profesor
- Francisco da Costa Gomes, militar, matemático y político; Presidente de la República: 1974-1976
- Francisco Gomes Teixeira, matemático y primer rector
- Francisco Laranjo, pintor y profesor
- Hernâni Monteiro, médico, profesor y fundador del Teatro Universitario de Oporto
- Isabel Pires de Lima, investigadora y política
- João Baptista Machado, jurista y profesor
- João Fernandes, museólogo
- Jorge Jardim Gonçalves, ingeniero químico y empresario
- Jorge de Sena, poeta, escritor de obras de ficción, dramaturgo, ensayista, crítico e historiador literario, profesor e ingeniero civil
- José A.F.O. Correia, ingeniero, investigador y profesor universitario
- José Augusto Seabra, crítico literario, profesor, poeta, diplomático y político
- José Joaquim Rodrigues de Freitas, economista, profesor y político
- José Pacheco Pereira, historiador, politólogo, ensayista, profesor y político
- Júlio Dinis, médico, profesor y escritor
- Júlio Resende, pintor y profesor
- Kaúlza de Arriaga, militar
- Leonardo Coimbra, filósofo, profesor y político
- Luís Vasco Nogueira Prista, químico-farmacéutico y profesor
- Manuel Sobrinho Simões, médico, investigador y profesor
- José Marques da Silva, arquitecto
- Luís Archer, biólogo, epistemólogo y profesor
- Manuel Correia Fernandes, arquitecto y profesor
- Manuel Cruz, músico
- Miguel José Ribeiro Cadilhe, economista, político y banquero
- Óscar Lopes, lingüista, crítico e historiador literario, y profesor
- Raul Brandão, escritor
- Ricardo Jorge, médico y profesor
- Richard Zimler, escritor
- Rómulo de Carvalho / António Gedeão, físico, historiador y divulgador de la Ciencia y poeta
- Rui Reininho, músico
- Rui Rio, economista y político
- Ruy Luís Gomes, matemático, profesor y político.
- Sérgio Godinho, músico
- Teresa Lago, astrofísica y profesora[4]
- Victor de Sá, historiador y profesor

## Facultades
- Facultad de Arquitectura (FAUP) Sitio web
- Facultad de Bellas Artes (FBAUP) Sitio web
- Facultad de Ciencias (FCUP) Sitio web
- Facultad de Ciencias de la Nutrición y Alimentación (FCNAUP) Sitio web
- Facultad de Deporte (FADEUP) Sitio web
- Facultad de Derecho (FDUP) Sitio web
- Facultad de Economía (FEP) Sitio web
- Facultad de Ingeniéria (FEUP) Sitio web
- Facultad de Farmácia (FFUP) Sitio web
- Facultad de Letras (FLUP) Sitio web
- Facultad de Medicina (FMUP) Sitio web
- Facultad de Medicina Dental (FMDUP) Sitio web
- Facultad de Psicología y de Ciencias de la Educación (FPCEUP) Sitio web
- Instituto de Ciências Biomédicas Abel Salazar (ICBAS) Sitio web

## Otras instituciones de la UP
- EGP-University of Porto Business School (EGP-UPBS) Sitio web
- Instituto Arquitecto José Marques da Silva (IMS)
- Coral de Letras da Universidad de Oporto (CLUP)
- Orfeón Universitario de Oporto (OUP)
- Teatro Universitario de Oporto